# Šikotan
Šikotan  (in russo Шикотан; in giapponese 色丹島 Shikotan-tō) è un'isola della Russia rivendicata dal Giappone. Fa parte delle isole Curili meridionali e si trova nella piccola catena delle Curili (Малая Курильская гряда), nelle acque dell'oceano Pacifico settentrionale. Amministrativamente appartiene al Južno-Kuril'skij rajon dell'Oblast' di Sachalin nel Circondario federale dell'Estremo Oriente
L'insediamento principale è il villaggio di Malokuril’skoe, che si trova a nord, l'unico altro villaggio è Krabozavodskoe, collegato al primo da una strada. L'isola contava 2 820 abitanti nel 2010.  La maggior parte della popolazione si dedica alla pesca e alla lavorazione del pesce. Sono presenti dei conservifici.
Il 4 ottobre del 1994 fu colpita da uno tsunami che lesionò gran parte del territorio.

## Geografia
L'isola si estende da nord-est a sud-ovest per 27 km, la larghezza è di 5–13 km. L'area, secondo varie fonti, va da 182 km² a 252,8 km². L'altezza massima è di 412 m (monte Šikotan).
L'isola si trova 57 km a sud-est di Kunašir da cui è divisa dallo stretto Južno-Kuril’skij (Южно-Курильским проливом); mentre lo stretto di Spanberg (проливом Шпанберга) la divide da Polonskogo, una delle isole Chabomai, situata 22 km a sud-ovest, e dalle isolette Oskolki. Non ci sono vulcani attivi sull'isola. Tra i vulcani spenti, spiccano nella parte meridionale il monte Tomari (Томари) e il monte Notoro (Ноторо).
Le coste sono irregolari, solcate da golfi e baie. Sul lato settentrionale le baie Malokuril'skaja (бухта Малокурильская), Otradnaja (Отрадная) e Krabovaja (Крабовая). Sul lato sud-orientale le baie Majačnaja (бухта Маячная), Bezymjannaja (Безымянная), Dimitrova (Димитрова), Snežkova (Снежкова) e Ajvazovskogo (Айвазовского). A sud-ovest la baia Del'fin (бухта Дельфин).
All'estremità orientale dell'isola, capo Krab (мыс Краб), si trova il faro Španberg.

### Isole adiacenti
Lungo la costa orientale e sud-orientale si trovano diverse piccole isole lungo le sue coste. A partire da est sono elencate in senso orario:
- Kapicy (остров Капицы), nella baia Majačnaja
- Farchutdinova (остров Фархутдинова), nella baia Bezymjannaja
- Gnečko (остров Гнечко), nella baia Bezymjannaja
- Isola Srednij (остров Средний), nella baia Dimitrova
- Isola Dal'nij (остров Дальний), nella baia Dimitrova
- Griga (остров Грига)
- Devjatyj Val (остров Девятый Вал), nella baia Ajvazovskogo
- Ajvazovskogo (остров Айвазовского)

## Storia
L'isola fa parte dello storico territorio d'insediamento degli Ainu. Era già nota ai giapponesi quando fu scoperta dai russi durante la Seconda spedizione in Kamčatka del 1733-1743, guidata da Vitus Bering, e denominata Figurny (Фигурны). Conosciuta anche come Španberg, come la chiamarono i russi nel 1796, in onore di Martin Spangberg. In seguito, gli esploratori russi Vasilij Michajlovič Golovnin e Pëtr Ivanovič Rikord la chiamarono Čikotan (Чикотан). Il nome Šikotan viene dalla parola Ainu, che significa "grande luogo abitato" ("ši" - grande; "kotan" - insediamento).
Fino al 1855 lo status politico dell'isola rimase incerto: contesa dal Giappone (che stava attuando la sottomissione della locale popolazione Ainu) e dalla Russia. Il 7 febbraio 1855 con il Trattato di Shimoda, le due nazioni s'accordarono nel cederla (o confermarla) al Giappone, insieme al resto delle Curili meridionali. Nell'agosto 1945, dopo la sconfitta del Giappone nella seconda guerra mondiale, fu occupata militarmente dall'URSS che ne mantenne sempre il controllo per i decenni seguenti. Occupazione mai riconosciuta dal Giappone che continua a rivendicarne la sovranità.

## Galleria d'immagini

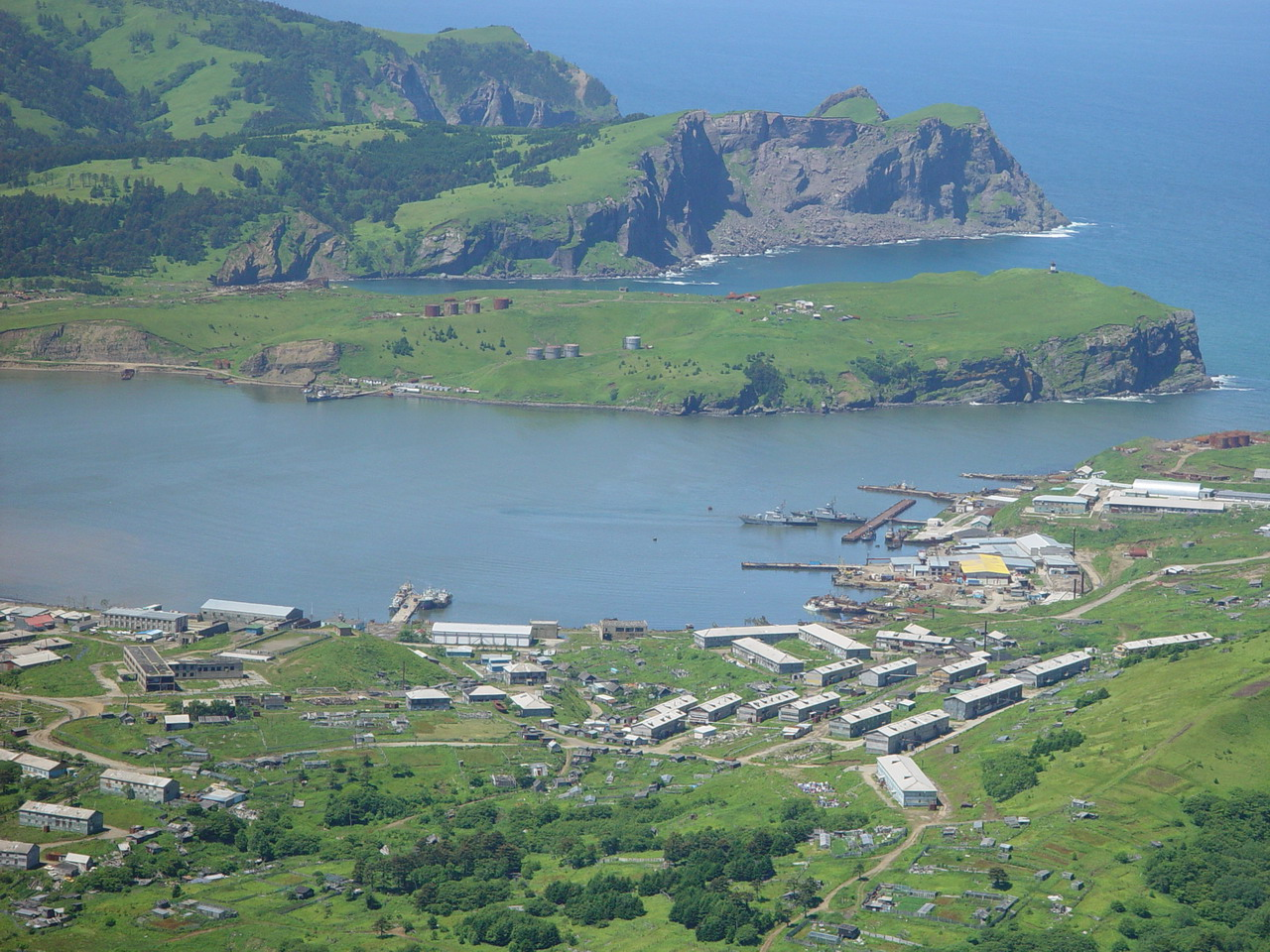
Veduta di Malokuril’skoe
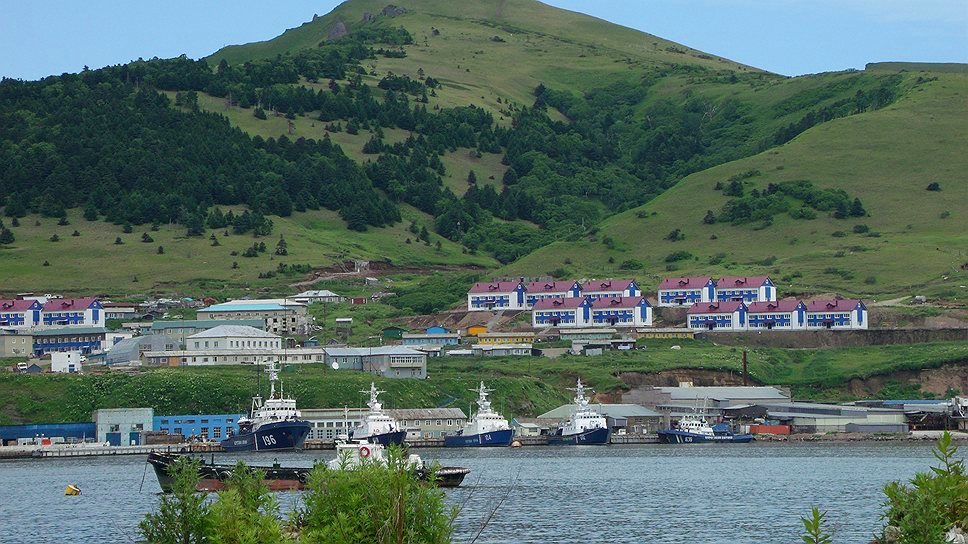
Malokuril’skoe
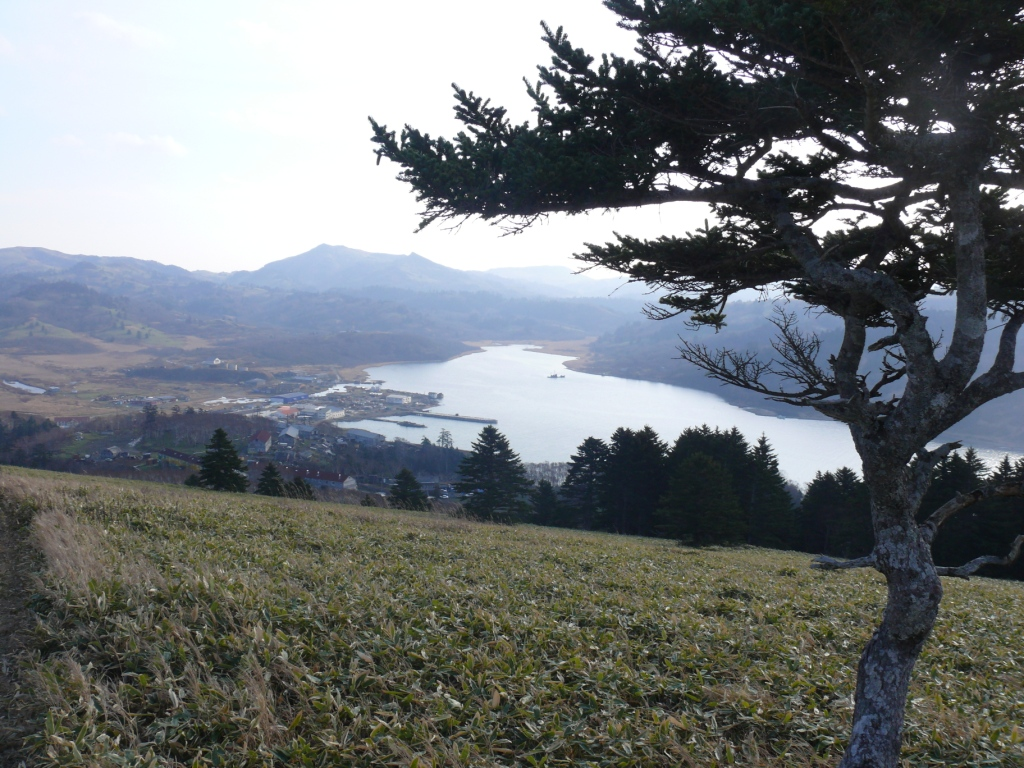
Veduta di Krabozavodskoe
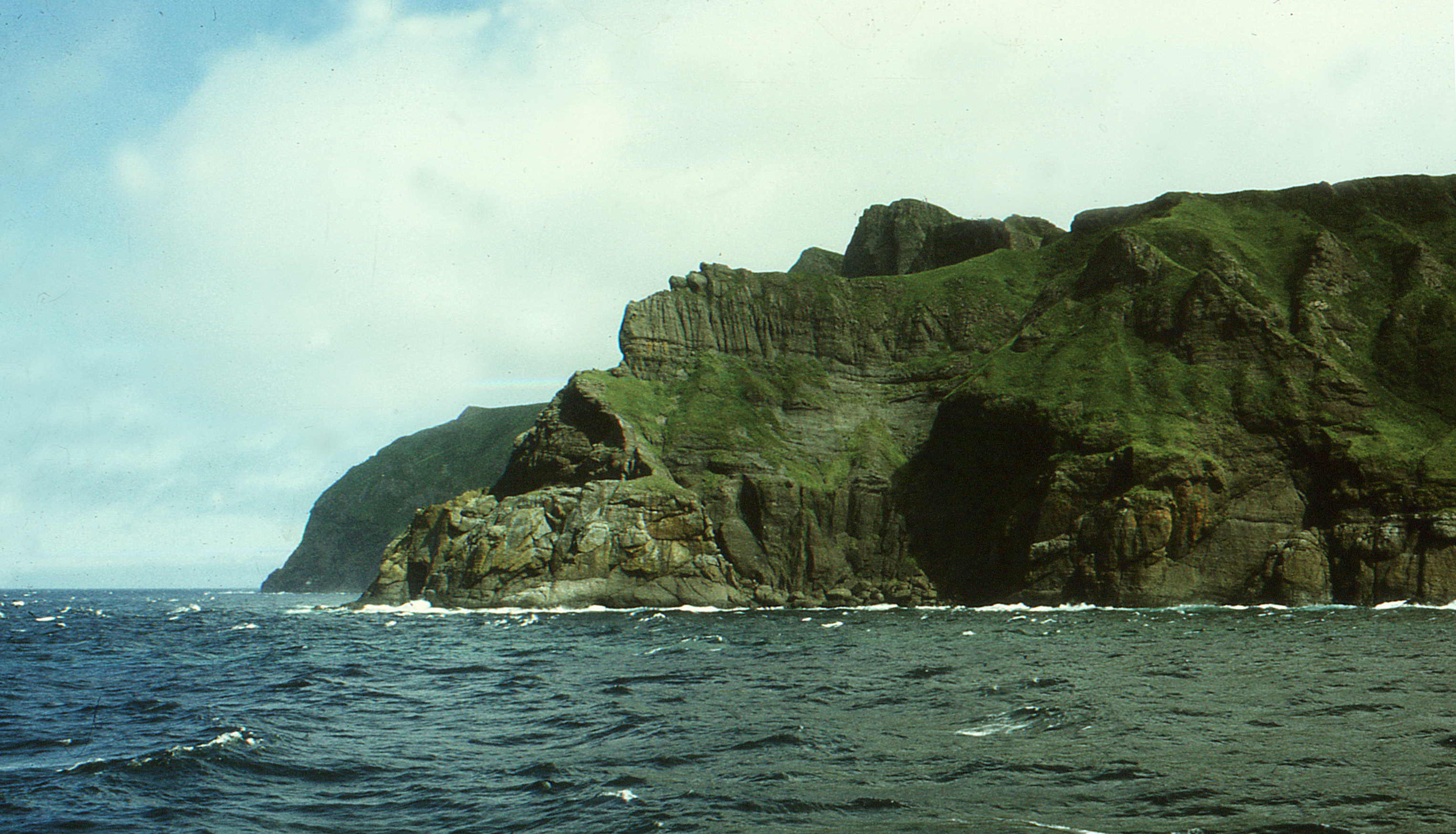
Paesaggio dell'isola
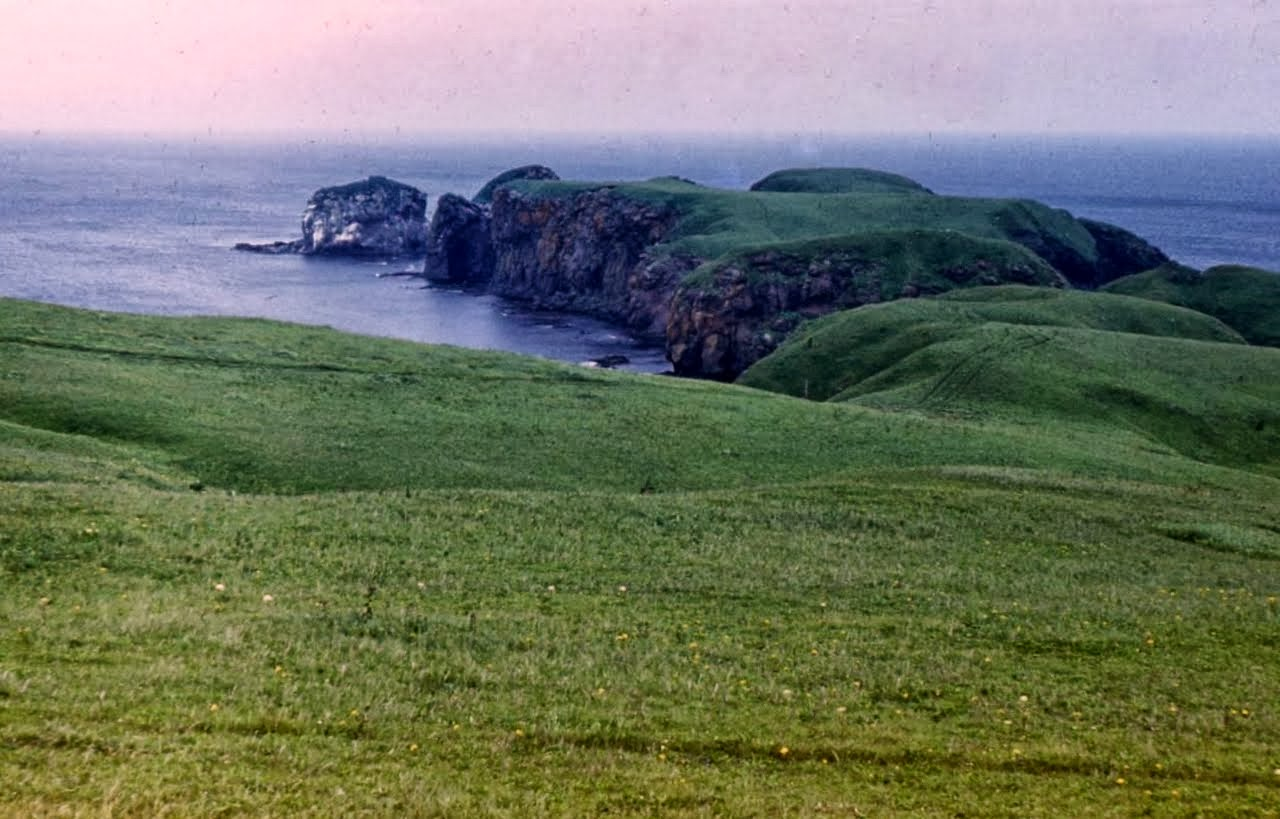
Paesaggio dell'isola
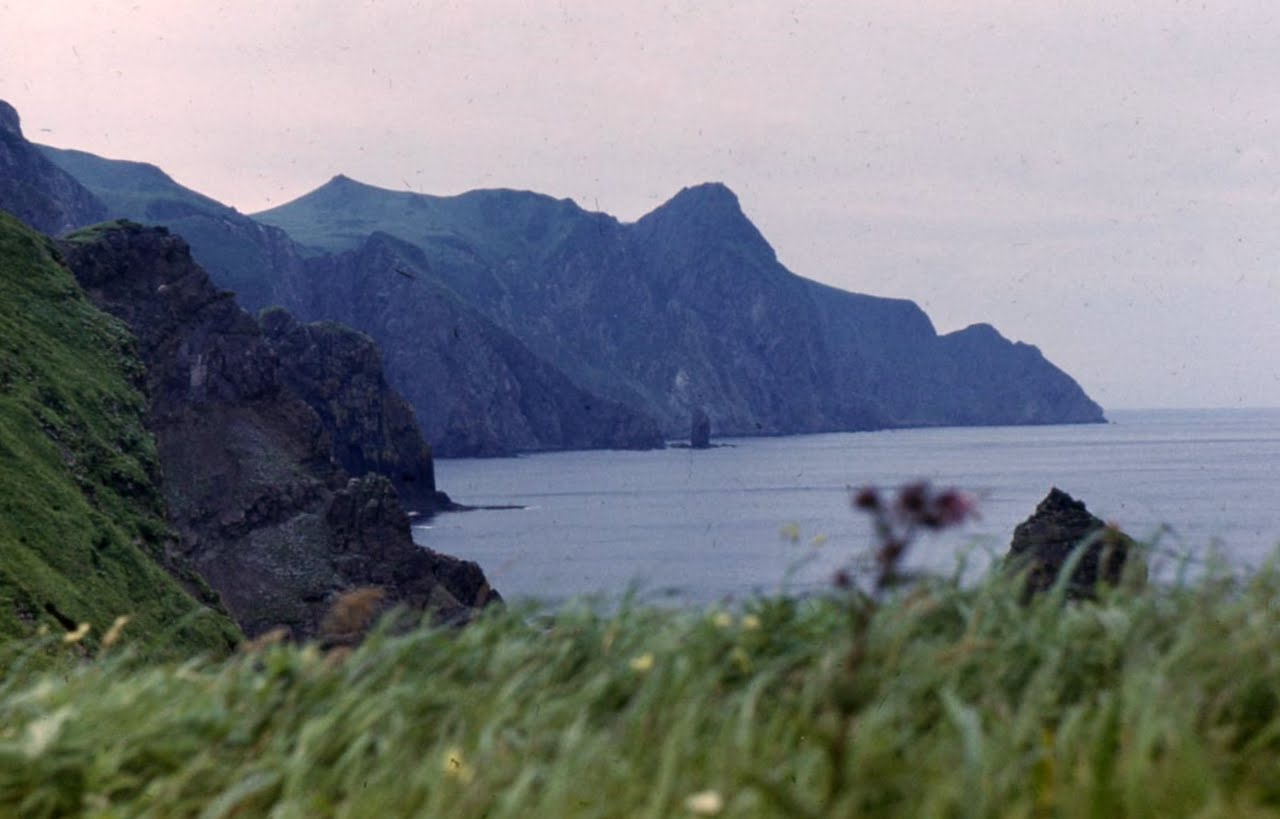
Paesaggio dell'isola
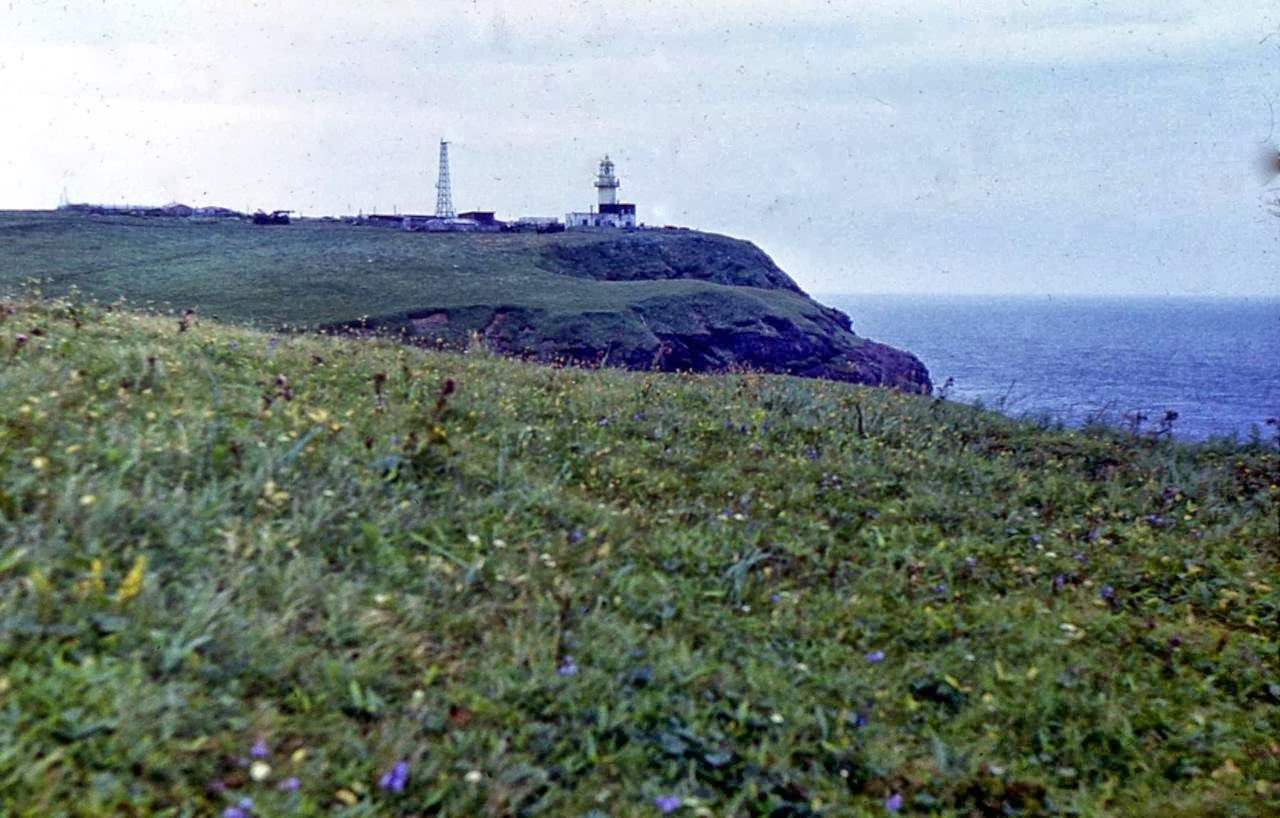
Il faro Španberg a capo Krab
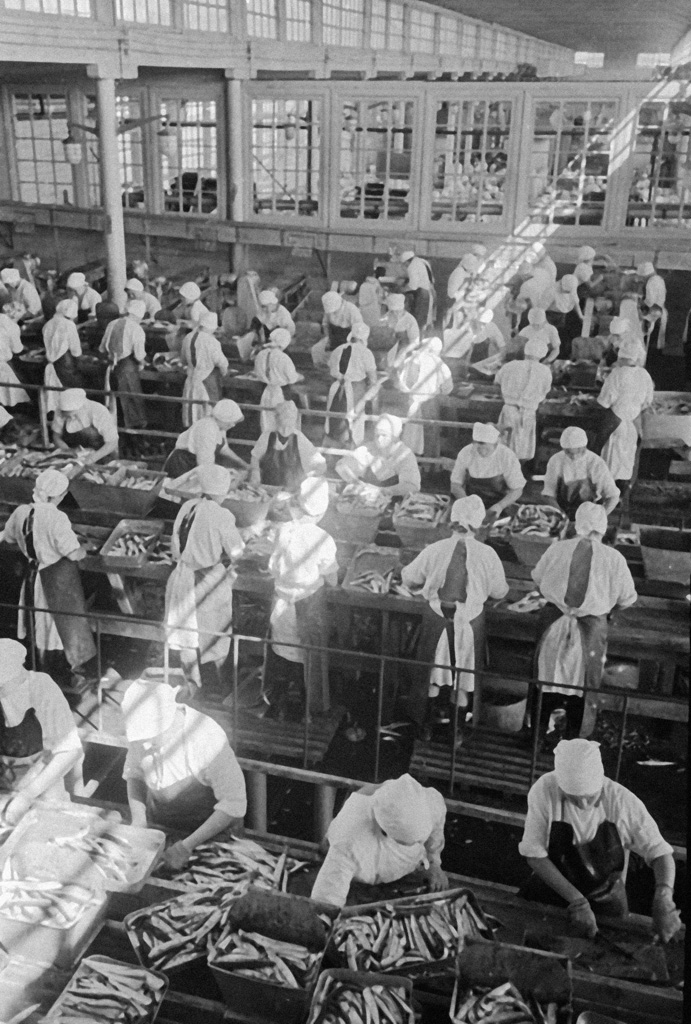
Fabbrica locale di lavorazione del pesce nel 1969